# Province de Nakhon Phanom
Nakhon Phanom (en thaï : นครพนม) est une province (changwat) du nord-est de la Thaïlande. Sa capitale est la ville de Nakhon Phanom.
Cette province est frontalière du Laos, le Mékong servant de frontière naturelle. Depuis novembre 2011, celui-ci est franchi par le troisième pont de l'amitié lao-thaïlandaise.
La ville de Nakhon Phanom est très propre et bien entretenue, et on y trouve de nombreux marchés (tii tallâat).

## Subdivisions

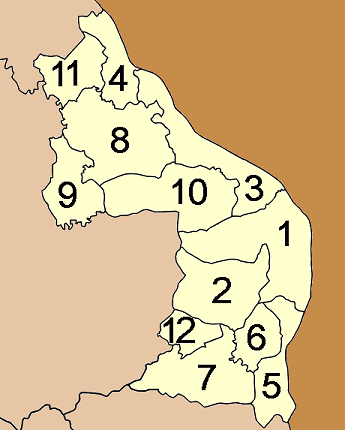
Carte des amphoe de la province de Nakhon Phanom.

Nakhon Phanom est subdivisée en 12 districts (amphoe) : Ces districts sont eux-mêmes subdivisés en 97 sous-districts (tambon) et 1 040 villages (muban).

Hopital public de Na Wa
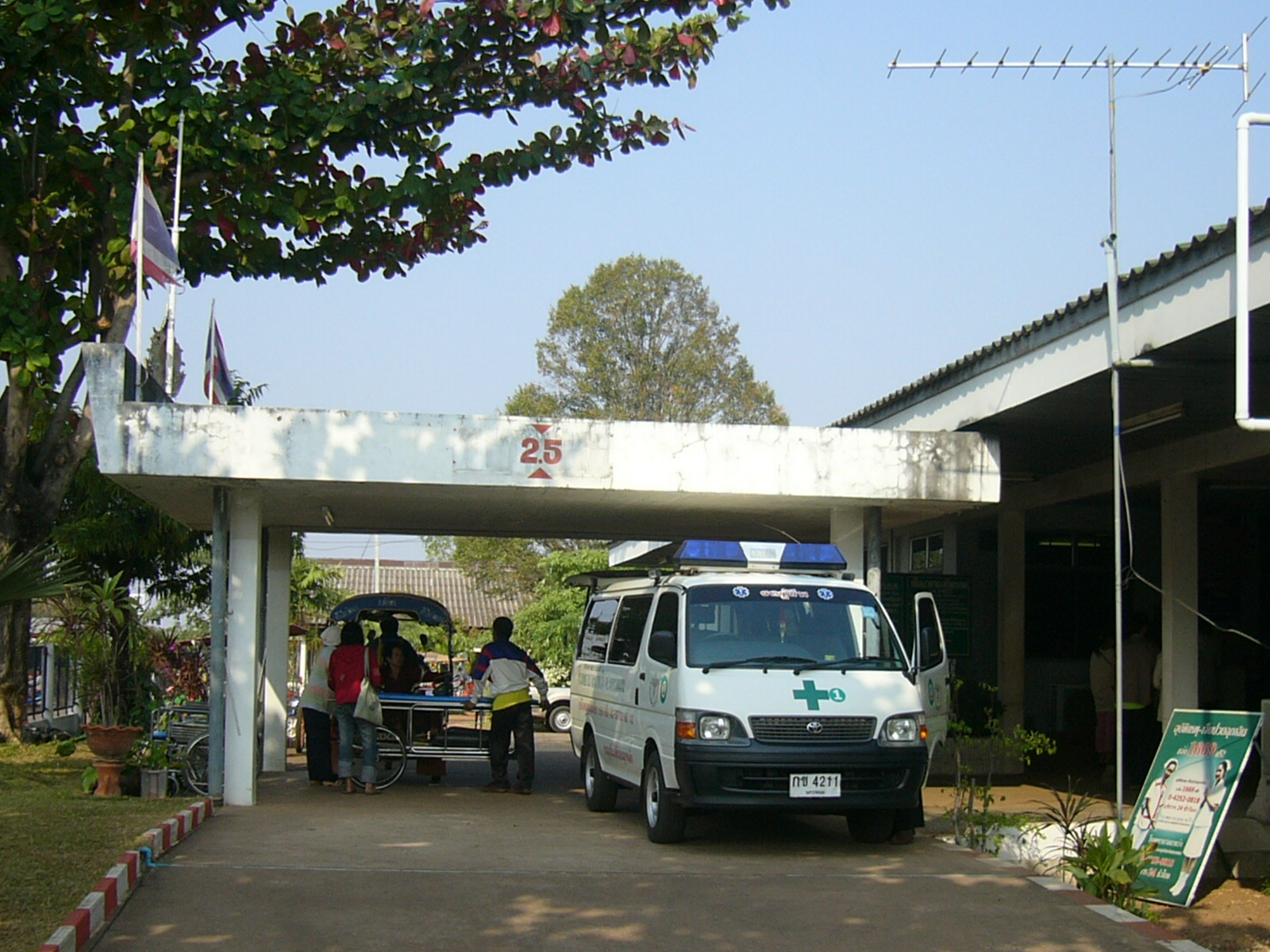
Entrée
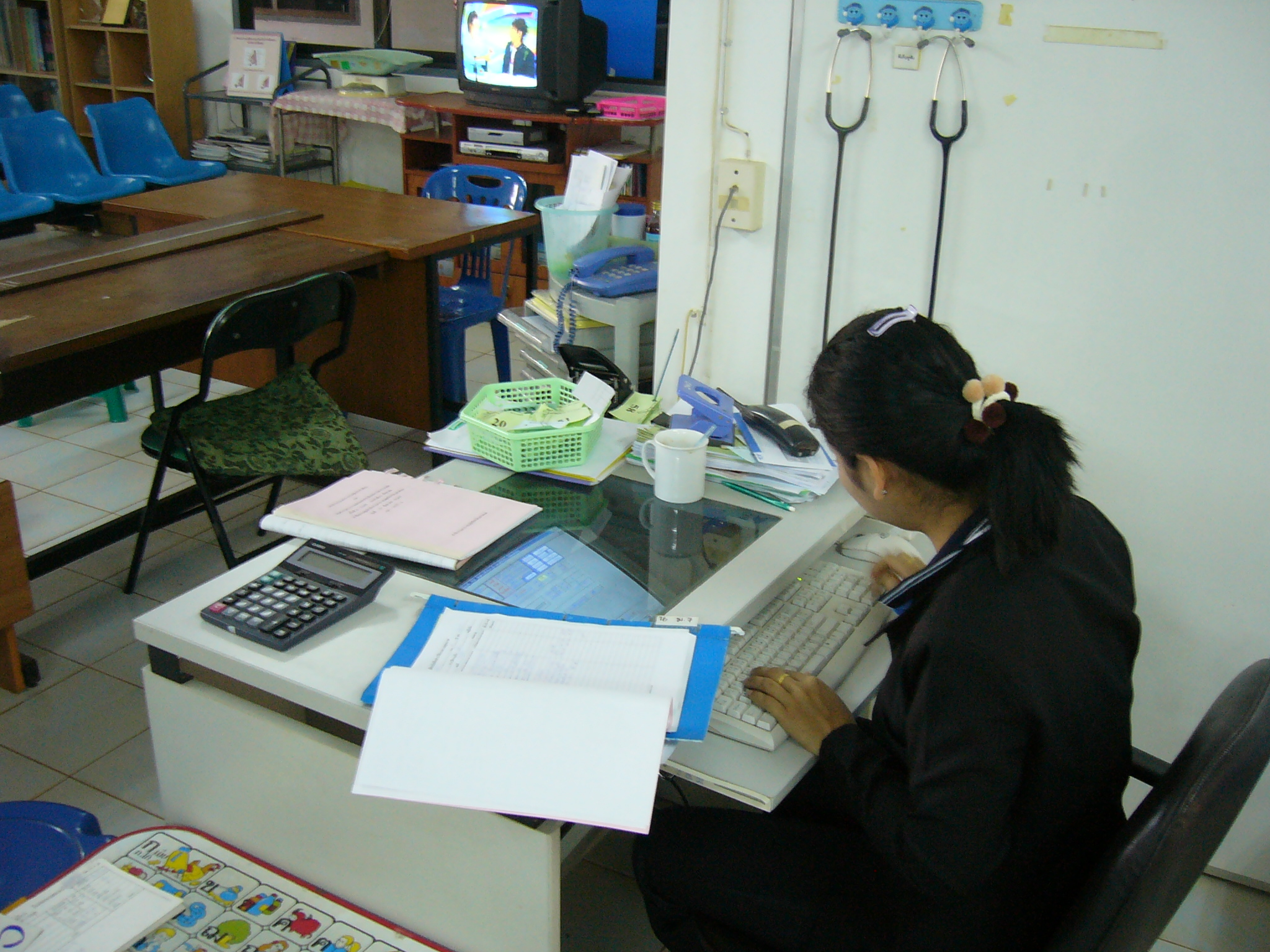
Secrétaire médicale
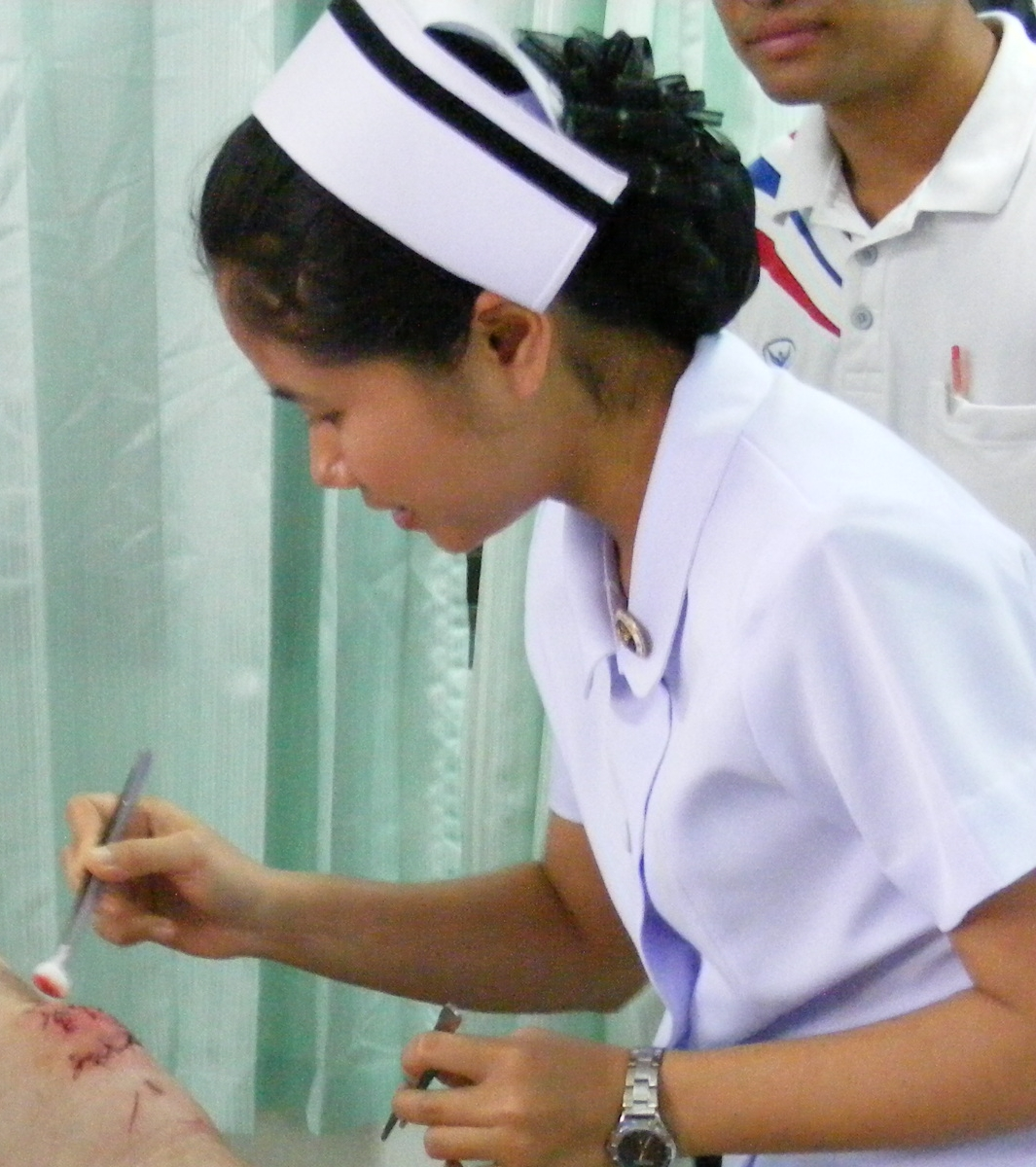
Infirmière
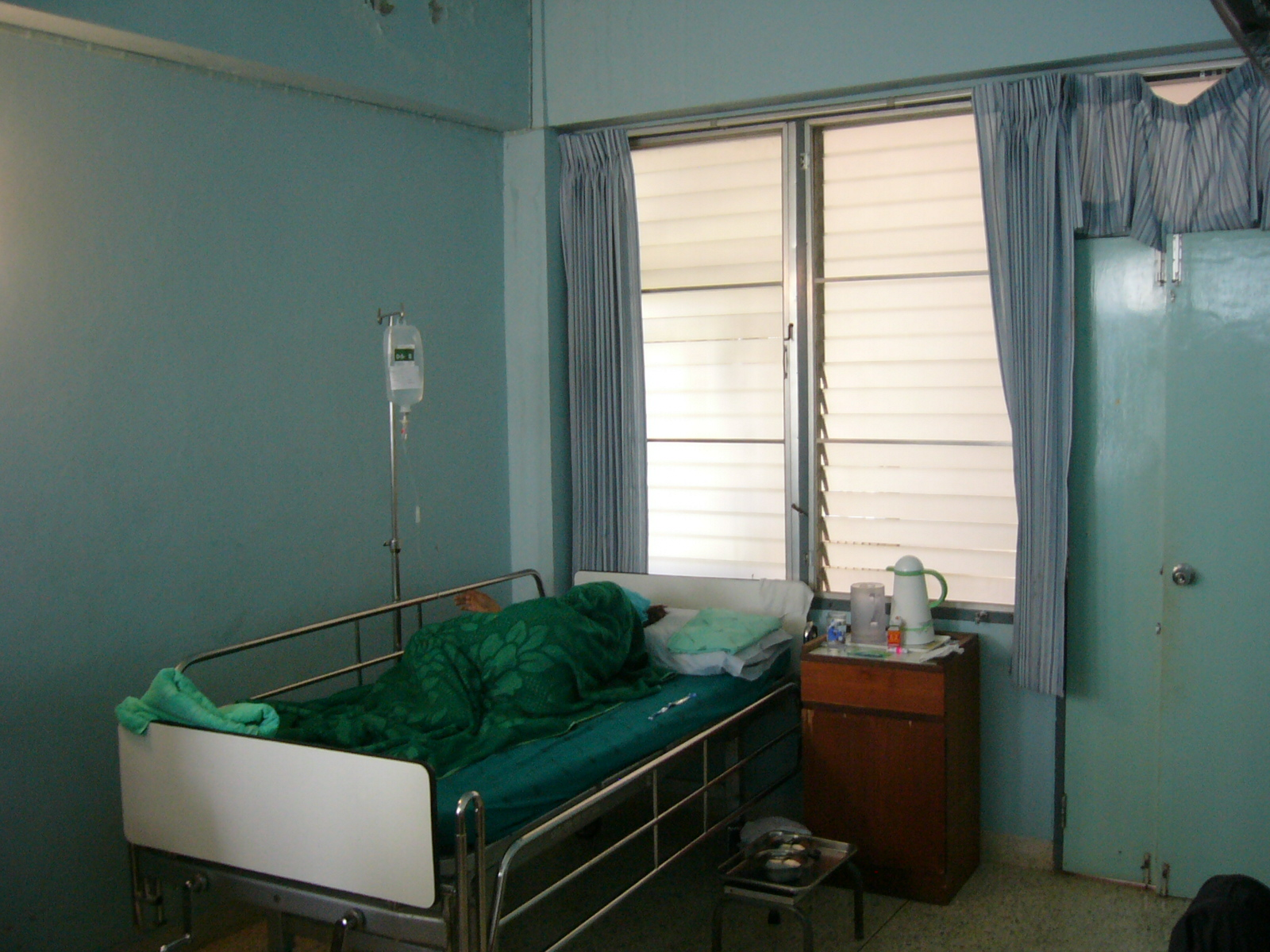
Chambre d'hôpital
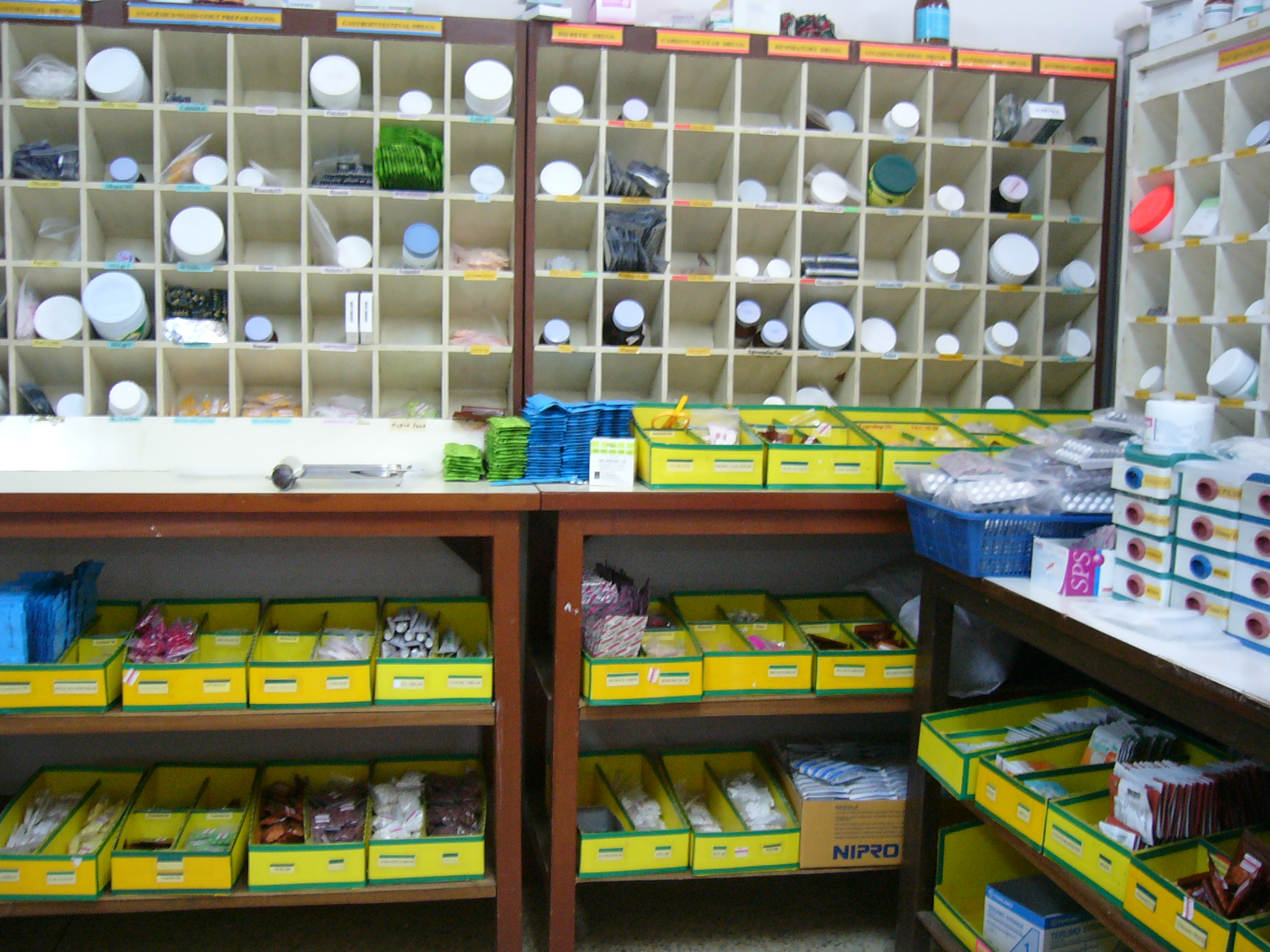
Pharmacie de l'hôpital
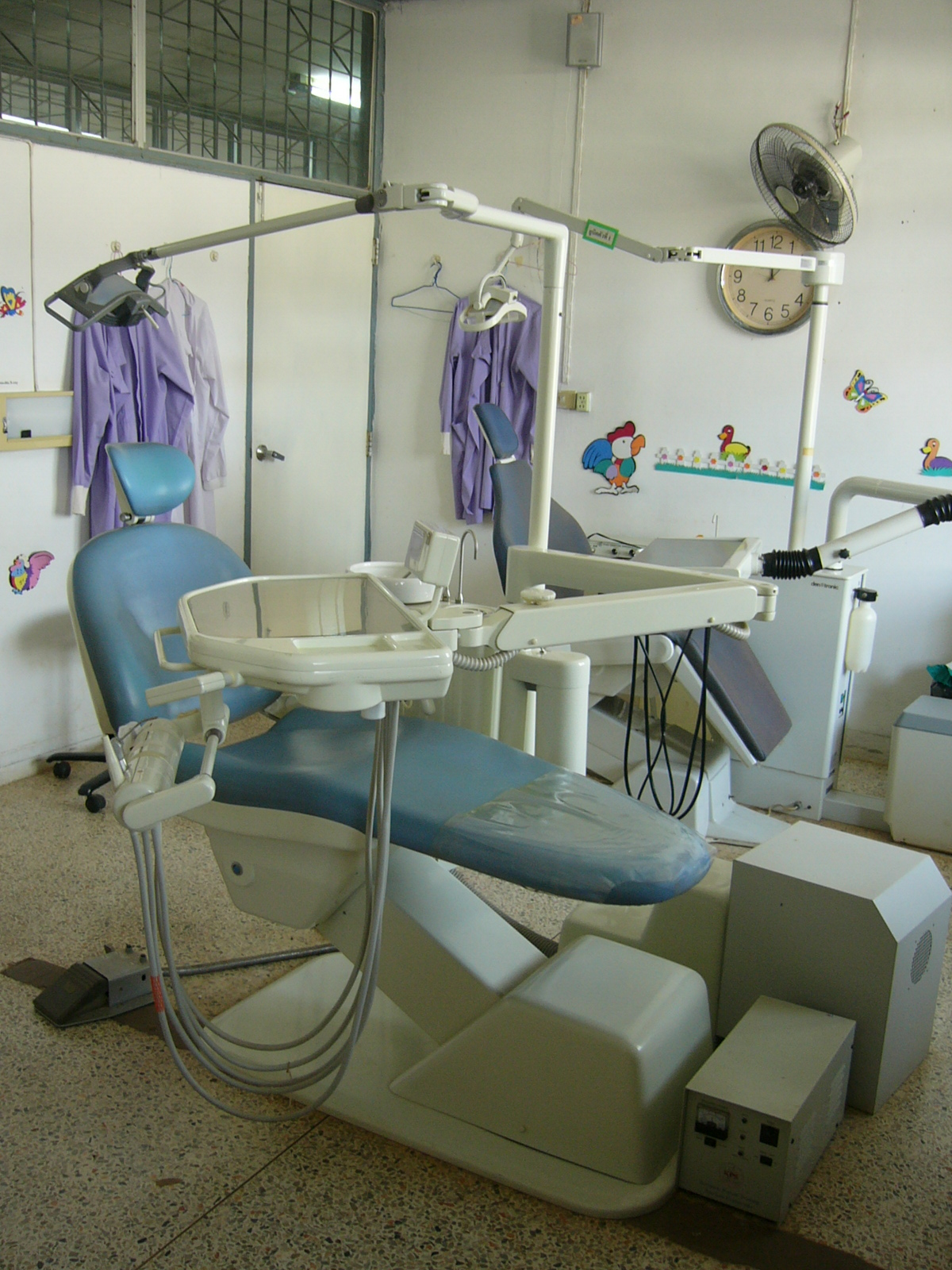
Cabinet du dentiste